# Textile
Textile is een lichtgewicht opmaaktaal die oorspronkelijk ontwikkeld is door Dean Allen en wordt omschreven als "menselijke webtekstgenerator". Textile converteert tekstinvoer naar valide, gestructureerde XHTML en voegt karakter-entiteitreferenties toe voor apostrofs, enkele en dubbele aanhalingstekens, beletseltekens, afbreektekens en gedachtestreepjes.
Textile is oorspronkelijk geschreven in PHP, maar is inmiddels ook vertaald naar andere programmeertalen, inclusief Perl, Python, Ruby, ASP, Java en C#.
Textile wordt gedistribueerd onder een BSD-licentie en wordt meegeleverd met (of is beschikbaar als plug-in voor) meerdere contentmanagementsystemen.
Versie 2.0 beta is in 2004 uitgebracht als onderdeel van het contentmanagementsysteem Textpattern.
Versie 2.0 is uitgebracht in 2006.
Versie 2.2 is uitgebracht in 2010.

## Textile-syntaxisvoorbeelden
Dit is een beperkt overzicht van Textiles syntaxis. Zie de volledige referentie voor een lijst van alle beschikbare opties in Textile 2. 
Benadrukte tekst:
```
_benadrukt_ (cursief gedrukt)

*sterk benadrukt* (vet gedrukt)
```

Lijsten:
```
* Een regel in een ongeordende lijst
* Een tweede regel in een ongeordende lijst
** Tweede niveau
** Tweede niveau, tweede regel
*** Derde niveau
```

```
# Een regel in een geordende lijst
# Een tweede regel in een geordende lijst
## Tweede niveau
```

Tabellen (aan het begin van iedere rij dient een verticale streep (|) te staan):
```
|_. Header |_. Header |_. Header |
| Cel 1 | Cel 2 | Cel 3 |
| Cel 1 | Cel 2 | Cel 3 |
```

Code:
```
@code@
```

Headings: (Er dient een witregel te zijn na iedere heading)
```
h1(#id). Een eerste niveau HTML heading
```

```
h2. Een tweede niveau HTML heading
```

```
h3. Een derde niveau HTML heading
```

```
h4. Een vierde niveau HTML heading
```

```
h5. Een vijfde niveau HTML heading
```

```
h6. Een zesde niveau HTML heading
```

Blockquote:
```
bq. Deze tekst wordt ingesloten in een HTML blockquote element.
```

Links:
```
"link tekst":linkurl
```

```
"(classnaam)link tekst(title tooltip)":linkurl
```

Afbeeldingen:
```
!afbeeldingsurl!
```

```
!afbeeldingsurl!:linkurl (afbeelding met hyperlink)
```